# Lista över fornlämningar i Båstads kommun (Torekov)
Lista över fornlämningar i Båstads kommun (Torekov) är en förteckning av ett urval av de fornlämningar som finns i Torekov i Båstads kommun.
| Namn                                | Lämningstyp      | Tillkomsttid | Historisk indelning | Plats | Läge                 | ID-nr          | Bild                                      |
| ----------------------------------- | ---------------- | ------------ | ------------------- | ----- | -------------------- | -------------- | ----------------------------------------- |
| Torekov 1:1                         | Hög              |              | Torekov, Skåne      |       | 56.416553, 12.633666 | 10112600010001 | Ladda upp en bild av detta fornminne      |
| S:ta Thoras kyrka (Torekov 2:1)     | Kyrka/kapell     |              | Torekov, Skåne      |       | 56.425891, 12.625052 | 10112600020001 | Ladda upp en bild av detta fornminne      |
| Torekov 2:2                         | Begravningsplats |              | Torekov, Skåne      |       | 56.425713, 12.625123 | 10112600020002 | Ladda upp en bild av detta fornminne      |
| Torekov 3:1                         | Röse             |              | Torekov, Skåne      |       | 56.452854, 12.561047 | 10112600030001 | Ladda upp en bild av detta fornminne      |
| Torekov 4:1                         | Stensättning     |              | Torekov, Skåne      |       | 56.451757, 12.562042 | 10112600040001 | Ladda upp en bild av detta fornminne      |
| Torekov 6:1                         | Röse             |              | Torekov, Skåne      |       | 56.450263, 12.542505 | 10112600060001 | Ladda upp en bild av detta fornminne      |
| Torekov 7:1                         | Röse             |              | Torekov, Skåne      |       | 56.452205, 12.559325 | 10112600070001 | Ladda upp en bild av detta fornminne      |
| Torekov 8:1                         | Stensättning     |              | Torekov, Skåne      |       | 56.437268, 12.576741 | 10112600080001 | Ladda upp en bild av detta fornminne      |
| Torekov 9:1                         | Stensättning     |              | Torekov, Skåne      |       | 56.432297, 12.563065 | 10112600090001 | Ladda upp en bild av detta fornminne      |
| Torekov 12:1                        | Stensättning     |              | Torekov, Skåne      |       | 56.449467, 12.543873 | 10112600120001 | Ladda upp en bild av detta fornminne      |
| Torekov 17:1                        | Fiskeläge        |              | Torekov, Skåne      |       | 56.449747, 12.561263 | 10112600170001 | Ladda upp en bild av detta fornminne      |
| Engelska kyrkogården (Torekov 20:1) | Begravningsplats |              | Torekov, Skåne      |       | 56.434958, 12.574036 | 10112600200001 | Ladda upp en till bild av detta fornminne |
| Torekov 46:1                        | Fiskeläge        |              | Torekov, Skåne      |       | 56.447017, 12.547308 | 10112600460001 | Ladda upp en bild av detta fornminne      |
| Torekov 48:1                        | Fiskeläge        |              | Torekov, Skåne      |       | 56.436680, 12.560760 | 10112600480001 | Ladda upp en bild av detta fornminne      |
| Torekov 51:1                        | Fästning/skans   |              | Torekov, Skåne      |       | 56.426719, 12.623365 | 10112600510001 | Ladda upp en bild av detta fornminne      |
| Torekov 94                          | Fiskeläge        |              | Torekov, Skåne      |       | 56.445446, 12.550070 | 12000000001363 | Ladda upp en bild av detta fornminne      |
| Torekov 95                          | Fiskeläge        |              | Torekov, Skåne      |       | 56.432047, 12.560234 | 12000000001365 | Ladda upp en bild av detta fornminne      |
| Torekov 96                          | Fiskeläge        |              | Torekov, Skåne      |       | 56.453613, 12.553217 | 12000000001367 | Ladda upp en bild av detta fornminne      |
| Torekov 97                          | Fiskeläge        |              | Torekov, Skåne      |       | 56.452382, 12.550175 | 12000000001369 | Ladda upp en bild av detta fornminne      |